# Marko Rajamäki
Marko Rajamäki (Göteborg, 3 oktober 1968) is een voormalig profvoetballer uit Finland, die speelde als middenvelder en aanvaller gedurende zijn carrière. Hij werd geboren in Zweden. Rajamäki beëindigde zijn actieve loopbaan in 2002 bij de Finse club waar hij ook was begonnen: TPS Turku. Behalve in zijn vaderland speelde hij verder clubvoetbal in Duitsland en Schotland. Na zijn actieve loopbaan stapte hij het trainersvak in.

## Interlandcarrière
Rajamäki kwam in totaal 16 keer (drie doelpunten) uit voor de nationale ploeg van Finland in de periode 1993–1995. Onder leiding van bondscoach Tommy Lindholm maakte hij zijn debuut op 20 januari 1993 in de vriendschappelijke uitwedstrijd tegen India (0-0) in Chennai, net als Kim Suominen, Janne Suokonautio en Rami Rantanen.

## Erelijst
TPS Turku
- Suomen Cup

1991